# Saint-Privat-du-Fau
Saint-Privat-du-Fau  (okcitán nyelven Sant Privat du Fau) község Franciaország déli részén, Lozère megyében. 2010-ben 133 lakosa volt.

## Fekvése
Paulhac-en-Margeride a Margeride-hegység nyugati oldalán,  1080 méteres  (a községterület 879-1417 méteres) tengerszint feletti magasságban, Le Malzieu-Ville-től 9 km-re északra a Saint-Privat-patak völgyében. A községterület nagy részét sűrű fenyő- és bükkerdők borítják. A község keleti határán magasodik a Montgrand (1417 m), a Margeride egyik legmagasabb csúcsa.
Nyugatról Julianges, északkeletről Paulhac-en-Margeride, délkeletről Le Malzieu-Forain, délnyugatról pedig Saint-Léger-du-Malzieu községek határolják.
A községhez tartoznak Le Liconès, Fraissinet-Chazalet, Le Crouzet és Le Villard-Grand szórványtelepülések.  Le Malzieu Ville-lel a D989-es megyei út köti össze.

## Története
A falu a történelmi Gévaudan tartományban (az egykori Mercoeur báróságban) fekszik. Nevét Gévaudan szentjéről, Szent Privatról, valamint a bükkfáról (latinul fagus) kapta. Plébániája a középkorban Pébrac Ágoston-rendi kolostorához tartozott. Az elvándorlás következtében az utóbbi két évszázadban lakosságszáma kevesebb mint 1/4-ére csökkent.

### Demográfia
| Év   | Lakosság |
| ---- | -------- |
| 1793 | 521      |
| 1851 | 478      |
| 1876 | 497      |
| 1901 | 517      |
| 1936 | 343      |

| Év   | Lakosság |
| ---- | -------- |
| 1946 | 316      |
| 1954 | 290      |
| 1962 | 242      |
| 1968 | 213      |

| Év   | Lakosság |
| ---- | -------- |
| 1975 | 202      |
| 1982 | 156      |
| 1990 | 120      |
| 2010 | 133      |

## Nevezetességei
- Saint-Privat-templom román stílusban épült a 12. században, később gótikus elemekkel gazdagodott.
- Régi gránitkeresztek Fraissinet-Chazalès-ben és Liconès-ben.
- Régi kenyérsütő kemence.
- Több 18-19. századi gránit tanyaépület található a község területén.
- 19. századi kőkút Le Villard-Grand-ban.
- 19. századi malom Le Crouzet-ben.
- 18. századi kőhíd Le Crouzet-ben a Valat-patak felett.

## Kapcsolódó szócikk
- Lozère megye községei